# Нікрітін Соломон Борисович
Соломон Борисович Нікрітін (нар. 30 листопада (12 грудня) 1898, Чернігів, Російська імперія — пом. 3 грудня 1965, Москва, Російська РФСР, СРСР) — радянський художник, теоретик мистецтва, представник напрямку російського авангарду.

## Біографія
Народився 1898 року в Чернігові в родині зубного лікаря, єврей. Навчався у Київському художньому училищі та студії Олександра Мурашка (1909—1914), приватній школі Леоніда Пастернака у Москві, майстерні Олександра Яковлєва в Петрограді.
У 1917 році повернувся до Києва, відвідував школу-студію Олександри Олександрівни Екстер. У 1920 році брав участь у конкурсі на найкращий військово-політичний плакат для Червоної Армії і отримав другу премію. У цьому ж році брав участь в оформленні балетної постановки Бр. Ніжинської. Влітку 1920-го, у зв'язку з наступом на Київ польсько-українських військ евакуювався до Харкова, де за щасливим збігом обставин, разом з художником Климентом Редько вони показали свої роботи Анатолію Луначарському. Нарком забезпечив їх рекомендаційними листами до Москви для продовження освіти, у Вищих художньо-технічних майстернях.
Восени 1920 року Соломон Нікрітін вступив до ВХУТЕМАС до класу Василя Кандинського.
До 1922 року сформулював новий напрям мистецтва «Проєкціонізм» і заснував «Проєкційний театр», заснований на ідеях біомеханіки. У 1924 році до групи «проєкціоністів» входили: Климент Редько, Сергій Лучишкин, Олександр Тишлер, Михайло Плаксін, Микола Тряскін. Група яскраво виступила на «Першій Дискусійній виставці активного революційного мистецтва» в Москві (1924).
На початку 1920-х років Нікрітін завоював у Москві першу премію на конкурсі проєктів оформлення Червоної площі до Третього конгресу Комінтерну.
Працював над розробкою і створенням програми нового аналітичного мистецтвознавства. У 1925 році Соломона Нікрітіна офіційно призначено керівником «Аналітичного кабінету» Музею живописної культури в Москві. На цій посаді він працював до його закриття в 1929 році.
У 1930-ті роки він був головним художником Політехнічного музею та Всесоюзної сільськогосподарської виставки, нині ВДНГ.
У 1934 році написав свою найвідомішу картину «Суд народу» (Третьяковська галерея). У 1935 році представив на суд «Всекохудожника» картину «Старе і нове», після скандалу дивом залишився на волі. Тому, припинив експериментальну творчість і довго не виставлявся на виставках.
У роки німецько-радянської війни брав активну участь з дружиною у підготовці «Вікна ТАРС».
Соломон Нікрітін став одним з улюблених художників колекціонера Георгія Костакі, завдяки якому збереглося багато робіт художника.
Персональні виставки художника відбулися у 1926 і 1927 рр. у музеї живописної культури в Москві. У 1932 р. — Виставка творів Ахметьєва, Прусакова та Нікрітіна пройшла в московському Клубі майстрів мистецтв. Персональна виставка «Живопис і графіка С. Б. Нікрітіна за 1951—1955 рр.» була організована у виставковому залі МОСХа. Посмертна виставка Соломона Нікрітіна пройшла там же в 1969 році. Персональна велика виставка художника «Сфери світла, станції темряви» відбулася у Салоніках у 2004 році. А у 2007 році з 1 червня по 9 вересня виставка його робіт «Соломон Нікрітін. Живопис і графіка 1920-1930-х.» проходила в залах тимчасових виставок Третьяковської галереї.
Нагороджений медалями: «За перемогу над Німеччиною» (1945), «В пам'ять 800-річчя Москви» (1948).

## Родина
- Сестра — Ганна Борисівна Нікрітіна (1900—1982), актриса Великого драматичного театру, дружина поета Анатолія Марієнгофа.
- Дружина — Дора Ізраілівна Каждан (1899—1975)